# Oghamstein von Barnaveddoge
Der Oghamstein von Barnaveddoge befindet sich im gleichnamigen Townland (irisch Barr na bhFeadóg) nördlich der Straße R170 zwischen Ardee und Dunleer, im County Louth in Irland. 
Der Oghamstein wurde von Sabine Ziegler auf 400–500 n. Chr. datiert. Er ist zylindrisch im Profil und misst 2,59 m in der Höhe, 1,2 m in der Breite, 0,9 m in der Tiefe und besteht aus Sandstein. Die Inschrift besteht aus einem einzigen Namen: „Branogeni“.

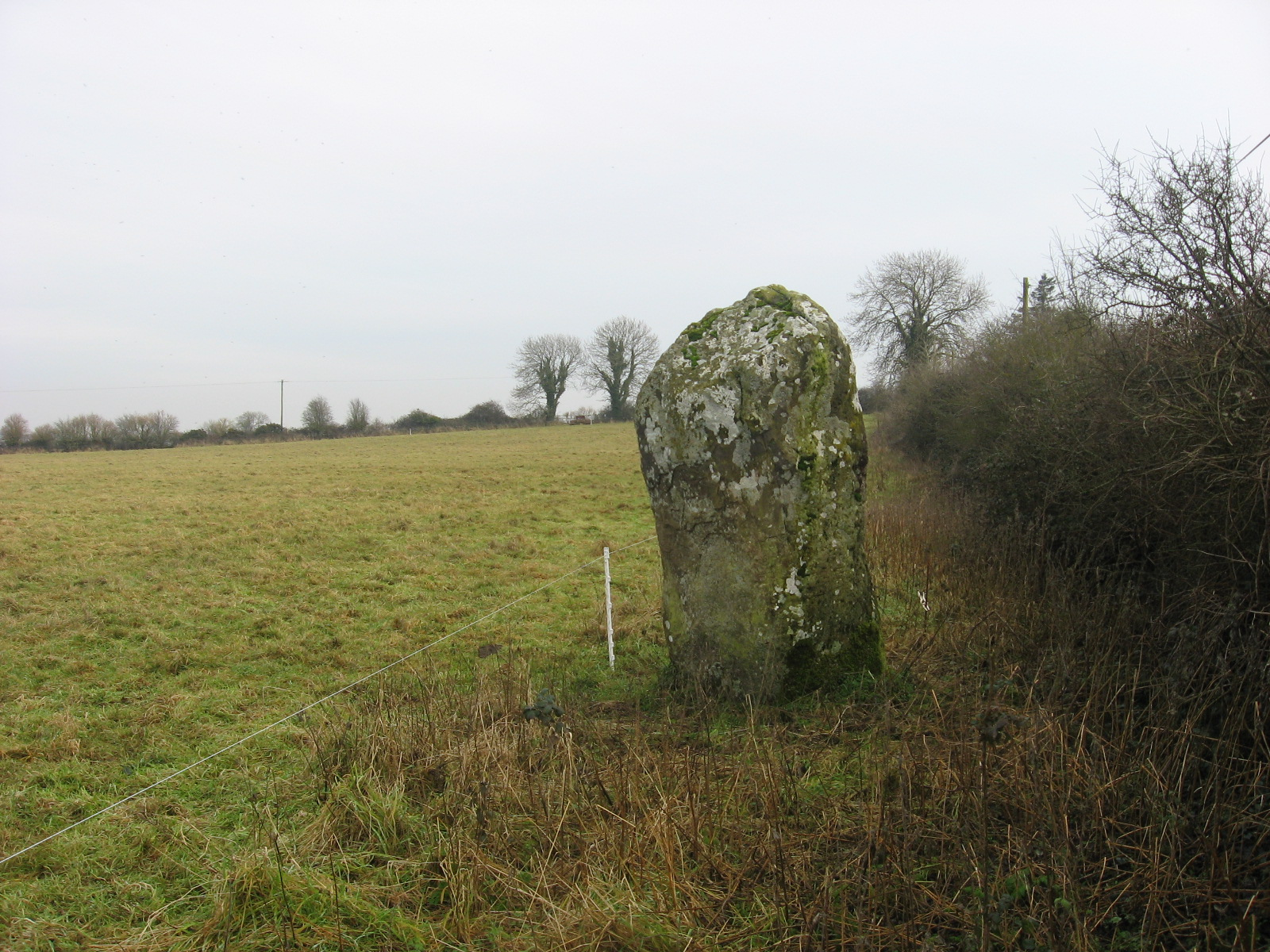
Menhir von Barnaveddoge

500 m im Nordosten steht ein 3,1 m hoher, 1,94 m breiter und 1,17 m dicker Menhir in einer Senke. Er verjüngt sich nach oben und hat eine Speerform. Das Südwestseite hat kleine Rillen, die Steinen im County Carlow ähnlich sind; wie Ardristan I und Glenoge. In der Nähe befindet sich der Hurlstone. 